# Whitesnake (album)
| Recensione       | Giudizio   |
| ---------------- | ---------- |
| AllMusic         |            |
| Robert Christgau | D+         |
| Record Collector |            |
| Rolling Stone    | favorevole |

Whitesnake  è il settimo album in studio dell'omonimo gruppo musicale britannico Whitesnake, pubblicato nell'aprile del 1987. L'album ha raggiunto la seconda posizione della Billboard 200 negli Stati Uniti e il quinto posto della Official Albums Chart nel Regno Unito, rimanendo in classifica per oltre un anno.
Si tratta del maggior successo discografico del gruppo, grazie alle più di 8 milioni di copie vendute nei soli Stati Uniti, che gli permisero di diventare otto volte disco di platino. Questo successo spinse l'album precedente, Slide It In, dall'oro al doppio platino.
L'album è stato pubblicato in Europa con il nome di 1987 e in Giappone sotto il titolo Serpens Albus, con lista tracce differente per quanto concerne la versione europea. Nel 2007, in occasione del ventennale dall'uscita dell'album, è stata lanciata un'edizione speciale comprendente il disco originale rimasterizzato più un DVD bonus con video musicali e performance dal vivo.

## Il disco

### Produzione
Durante il tour di supporto all'album precedente, Slide It In, iniziarono a emergere alcune discrepanze tra il cantante David Coverdale e il batterista Cozy Powell. Nel 1985, dopo l'esibizione degli Whitesnake alla prima edizione del festival Rock in Rio in Brasile (ultimo spettacolo del tour di Slide It In), Powell lasciò la band. Già prima della partenza del batterista, Coverdale stava in realtà pensando di sciogliere l'intero gruppo, ma i dirigenti della Geffen Records (per cui gli Whitesnake aveva recentemente firmato un contratto per la sola distribuzione negli Stati Uniti, mentre il resto del mondo rimaneva di competenza della EMI) chiesero al cantante di continuare a lavorare con il chitarrista John Sykes, in quanto vedevano del potenziale nella coppia.
Nella primavera del 1985, Coverdale e Sykes si recarono nel piccolo comune di Le Royal, nel sud della Francia, per iniziare a scrivere materiale per un nuovo album (secondo quanto riportato da Coverdale, anche il bassista Neil Murray contribuì con alcuni arrangiamenti). Due canzoni nate da queste sessioni saranno tra i più grandi successi degli Whitesnake: Still of the Night (ripresa da una vecchia demo registrata da Coverdale con il chitarrista Ritchie Blackmore dei Deep Purple) e Is This Love (originariamente scritta per Tina Turner).
Coverdale, Sykes e Murray si trasferirono poi a Los Angeles, dove cominciarono a cercare un nuovo batterista. La leggenda vuole che il gruppo visionò ben 60 batteristi prima di scegliere Aynsley Dunbar. Con la nuova formazione al completo, gli Whitesnake si recarono dunque a Vancouver, in Canada, per definire i piani sul nuovo album. Uno dei primi problemi che la band dovette affrontare fu lo specifico sound di chitarra che John Sykes desiderava avere, trovato poi grazie all'aiuto di un amico di Coverdale, il tecnico del suono Bob Rock.
Il problema successivo che la band dovette affrontare fu la sinusite che colpì Coverdale. Questo fece ritardare il processo di produzione dell'album, soprattutto quando il cantante dovette subire un intervento chirurgico e un relativo programma di riabilitazione lungo sei mesi. Sykes si spazientì e suggerì di registrare con un nuovo cantante e proseguire senza Coverdale, ciò portò successivamente al deterioramento del rapporto di Coverdale sia con John Sykes che con il produttore Mike Stone. Dopo essersi rimesso, Coverdale cominciò a lavorare sulle sue tracce vocali con l'aiuto di Ron Nevison, prima di sostituire quest'ultimo con Keith Olsen, che contribuì inoltre a mixare l'album. Vennero chiamati i turnisti Don Airey e Bill Cuomo per registrare alcune parti di tastiera, così come il musicista olandese Adrian Vandenberg per eseguire l'assolo di chitarra della versione ri-registrata di Here I Go Again. Coverdale cominciò anche a valutare la possibilità che Vandenberg potesse presto unirsi agli Whitesnake in pianta stabile.

### Pubblicazione
Poco prima della pubblicazione dell'album, prevista per l'inizio del 1987, Coverdale prese la decisione di licenziare tutti gli altri membri della band, per via di alcune differenze personali emerse. Quando l'album venne finalmente pubblicato (con il titolo Whitesnake negli Stati Uniti) nell'aprile del 1987, raggiunse il secondo posto della Billboard 200, generando due singoli di successo: Here I Go Again '87 (che raggiunse il primo posto della Billboard Hot 100) e Is This Love (che arrivò invece al secondo posto). Sia Here I Go Again che Crying in the Rain sono nuove versioni di brani precedentemente registrati con una formazione diversa per l'album Saints & Sinners nel 1982.
In Europa l'album uscì con il titolo 1987, con una lista tracce diversa e due canzoni aggiuntive, Looking for Love e You're Gonna Break My Heart Again; in Giappone l'album venne intitolato Serpens Albus (in riferimento al testo illustrato sulla copertina dell'album che, in latino, significa "Whitesnake"). Le due canzoni aggiuntive dell'edizione europea saranno pubblicate in America nel Whitesnake's Greatest Hits del 1994. In Australia, l'album venne pubblicato come 1987 ma con la stessa lista traccia dell'edizione americana sulla versione in vinile e la stessa lista dell'edizione europea nella versione CD.
Per la nuova formazione della band, Coverdale arruolò in pianta stabile il chitarrista Adrian Vandenberg, il secondo chitarrista Vivian Campbell (ex Dio) e la sezione ritmica del neo defunto progetto M.A.R.S., ovvero il bassista Rudy Sarzo (ex Quiet Riot e Ozzy Osbourne) e il batterista Tommy Aldridge (ex Black Oak Arkansas, Pat Travers, Gary Moore e Ozzy Osbourne). Questa formazione portò l'album in tour ed apparì nei video musicali di Still of the Night (che è risultato il più richiesto su MTV nella sua prima settimana di messa in onda), Is This Love, Here I Go Again '87 e Give Me All Your Love.

## Tracce
Testi e musiche di David Coverdale e John Sykes, eccetto dove indicato.

### Versione statunitense e giapponese
1. Crying in the Rain '87 – 5:37 (Coverdale)
2. Bad Boys – 4:06
3. Still of the Night – 6:36
4. Here I Go Again '87 – 4:34 (Coverdale, Bernie Marsden)
5. Give Me All Your Love – 3:31
6. Is This Love – 4:43
7. Children of the Night – 4:24
8. Straight for the Heart – 3:39
9. Don't Turn Away – 5:09

### Versione europea
1. Still of the Night – 6:36
2. Bad Boys – 4:06
3. Give Me All Your Love – 3:31
4. Looking for Love – 6:32
5. Crying in the Rain '87 – 5:37 (Coverdale)
6. Is This Love – 4:43
7. Straight for the Heart – 3:39
8. Don't Turn Away – 5:09
9. Children of the Night – 4:24
10. Here I Go Again '87 – 4:34 (Coverdale, Bernie Marsden)
11. You're Gonna Break My Heart Again – 4:11

### 20th Anniversary Edition
1. Still of the Night – 6:36
2. Give Me All Your Love – 3:31
3. Bad Boys – 4:06
4. Is This Love – 4:43
5. Here I Go Again '87 – 4:34 (Coverdale, Marsden)
6. Straight for the Heart – 3:39
7. Looking for Love – 6:32
8. Children of the Night – 4:24
9. You're Gonna Break My Heart Again – 4:11
10. Crying in the Rain '87 – 5:37 (Coverdale)
11. Don't Turn Away – 5:09
12. Give Me All Your Love – 4:27 – Versione dal vivo estratta da Live... In the Shadow of the Blues
13. Is This Love – 4:58 – Versione dal vivo estratta da Live... In the Shadow of the Blues
14. Here I Go Again – 5:53 (Coverdale, Marsden) – Versione dal vivo estratta da Live... In the Shadow of the Blues
15. Still of the Night – 8:38 – Versione dal vivo estratta da Live... In the Shadow of the Blues

DVD bonus
1. Still of the Night – Video musicale
2. Here I Go Again '87 – Video musicale
3. Is This Love – Video musicale
4. Give Me All Your Love – Video musicale
5. Give Me All Your Love – Versione dal vivo estratta da Live... In the Still of the Night
6. Is This Love Love – Versione dal vivo estratta da Live... In the Still of the Night
7. Here I Go Again – Versione dal vivo estratta da Live... In the Still of the Night
8. Still of the Night – Versione dal vivo estratta da Live... In the Still of the Night

## Formazione
- David Coverdale – voce
- John Sykes – chitarre, cori
- Neil Murray – basso
- Aynsley Dunbar – batteria
- Don Airey – tastiere

### Altri musicisti
- Bill Cuomo – tastiere
- Dann Huff – chitarra in Here I Go Again (Radio Mix)
- Denny Carmassi – batteria in Here I Go Again (Radio Mix)[15]
- Vivian Campbell – assolo di chitarra in Give Me All Your Love ('88 Mix)
- Adrian Vandenberg – assolo di chitarra in Here I Go Again

### Produzione
- Mike Stone e Keith Olsen – produzione
- Keith Olsen – missaggio
- Greg Fulginiti – mastering
- John Kalodner – A&R
- Hugh Syme – copertina

### Formazione per il tour '87–'88
(Mark IX)
- David Coverdale – voce
- Adrian Vandenberg – chitarra solista
- Vivian Campbell – chitarra ritmica
- Rudy Sarzo – basso
- Tommy Aldridge – batteria
- Don Airey – tastiere

## Classifiche
| Classifica (1987) | Posizione massima |
| ----------------- | ----------------- |
| Australia         | 23                |
| Austria           | 25                |
| Canada            | 5                 |
| Finlandia         | 3                 |
| Germania          | 13                |
| Giappone          | 19                |
| Norvegia          | 10                |
| Nuova Zelanda     | 2                 |
| Paesi Bassi       | 27                |
| Regno Unito       | 8                 |
| Spagna            | 27                |
| Stati Uniti       | 2                 |
| Svezia            | 8                 |
| Svizzera          | 10                |